# Bad Hofgastein
Bad Hofgastein é um município da Áustria, situado no distrito de St. Johann im Pongau, no estado de Salzburgo. Tem 103,75 km² de área e sua população em 2019 foi estimada em 6.888 habitantes.